# 赤い鳥文学賞
赤い鳥文学賞（あかいとりぶんがくしょう）は、日本の児童文学の賞。鈴木三重吉を記念して作られた赤い鳥の会が主催した。事務局は小峰書店内にあった。前年1月1日から12月31日までに（初版）刊行された児童文学作品が対象。2007年、大御所の佐藤さとるが受賞した。2010年の第40回で終了。

## 受賞作一覧
- 第1回 1971年 椋鳩十「マヤの一生」「モモちゃんとあかね」
- 第2回 1972年 庄野潤三「明夫と良二」、関英雄「白い蝶の記」「小さい心の旅」
- 第3回 1973年 安藤美紀夫「でんでんむしの競馬」
- 第4回 1974年 舟崎克彦「ぽっぺん先生と帰らずの沼」
- 第5回 1975年 松谷みよ子「モモちゃんとアカネちゃん」、佐藤義美「佐藤義美全集」全6巻
- 第6回 1976年 上崎美恵子「魔法のベンチ」「ちゃぷちゃっぷんの話」、野長瀬正夫「詩集・小さなぼくの家」
- 第7回 1977年 庄野英二「アルファベット群島」、木暮正夫「また七ぎつね自転車にのる」
- 第8回 1978年 宮川ひろ「夜のかげぼうし」
- 第9回 1979年 はまみつお「春よこい」、小林純一「少年詩集・茂作じいさん」
- 第10回 1980年 宮口しづえ「宮口しづえ童話全集」全8巻
- 第11回 1981年 岩本敏男「からすがカアカア鳴いている」
- 第12回 1982年 矢崎節夫「ほしとそらのしたで」
- 第13回 1983年 いぬいとみこ「山んば見習いのむすめ」、杉みき子「小さな町の風景」
- 第14回 1984年 舟崎靖子「とべないカラスととばないカラス」
- 第15回 1985年 山本和夫「シルクロードが走るゴビ砂漠」
- 第16回 1986年 山下明生「海のコウモリ」
- 第17回 1987年 該当作なし
- 第18回 1988年 岡田淳「扉のむこうの物語」
- 第19回 1989年 浜たかや「風、草原をはしる」
- 第20回 1990年 長谷川集平「見えない絵本」
- 第21回 1991年 清水たみ子「清水たみ子詩集 かたつむりの詩」
- 第22回 1992年 加藤多一「遠くへいく川」
- 第23回 1993年 堀内純子「ふたりの愛子」
- 第24回 1994年 該当作なし
- 第25回 1995年 大洲秋登「ドミノたおし」
- 第26回 1996年 茶木滋「めだかの学校」
- 第27回 1997年 荻原規子「薄紅天女」
- 第28回 1998年 森忠明「グリーン・アイズ」
- 第29回 1999年 桜井信夫「ハテルマ シキナよみがえりの鳥・波照間」
- 第30回 2000年 二宮由紀子「ハリネズミのプルプル」シリーズ
- 第31回 2001年 はたちよしこ「またすぐに会えるから 詩集」
- 第32回 2002年 沖井千代子「空ゆく舟」（絵・石倉欣二）
- 第33回 2003年 広瀬寿子「そして、カエルはとぶ!」（絵・渡辺洋二）
- 第34回 2004年 長谷川摂子「人形の旅立ち」
- 第35回 2005年 李錦玉「いちど消えたものは 詩集」
- 第36回 2006年 高楼方子「わたしたちの帽子」
- 第37回 2007年 佐藤さとる「本朝奇談 天狗童子」
- 第38回 2008年 たかしよいち「天狗」、特別賞：脇坂るみ「赤い鳥翔んだ -鈴木すずと父三重吉-」
- 第39回 2009年 森山京「ハナと寺子屋のなかまたち」
- 第40回 2010年 岩崎京子「建具職人の千太郎」